# Robert Negoiță
 (juin 2015).
Le contenu est difficilement compréhensible vu les erreurs de traduction, qui sont peut-être dues à l'utilisation d'un logiciel de traduction automatique.
Pour les articles homonymes, voir Negoiță.
Robert Sorin Negoiță (né le 29 mars 1972) est un politicien et un homme d’affaires roumain. Il compte parmi les 300 millionnaires roumain et est maire du 3e secteur de Bucarest.

## Biographie

### Famille et éducation
Né dans la commune de Măneciu (département de Prahova), Negoiță finit le lycée à l’âge de 31 ans[réf. nécessaire]. Il achève la faculté de droit (université Bioterra) en 2007 et la faculté d’économie du tourisme intérieur et international (université roumano-américaine).
Ses parents, Ilie et Lidia Negoiță, se marient en 1968 ; il a deux sœurs aînées et un frère cadet. La confusion du nom a déterminé beaucoup de gens à croire que Robert Negoiță serait apparenté à Liviu Gheorghe Negoiță, ce qui est faux. Il se marie une première fois en 1996 avec Magdalena Negoiță. Ils ont un fils en 1998 et une fille en 2000 et divorcent en 2008. En 2009, il rencontre Sorina Docuz, avec laquelle il se marie l’été en 2013. Ils ont ensemble un fils né en novembre[pas clair].

### Affaires
Il fait ses premiers pas dans le domaine des affaires en 1997 quand, après son retour de l’étranger, il gère l’entreprise Euroline. Il entre dans le domaine des affaires en 1998 et crée avec son frère, Ionuț Negoiță, l’entreprise Pro Confort, spécialisée en produits de carrelage. L’ascension fulminante de l’entreprise Pro Confort détermine les jeunes hommes d’affaires à diversifier l’activité, de sorte que Pro Confort a également comme objet d’activité la production de fenêtres à double vitrage, portes, mobilier, entraînant en fin de compte à l’émergence de Confort Group. Les services dépassent l’aire des constructions et des matériaux de carrelage et sont centrés sur le domaine hôtelier.
Le partenariat entre Confort Group et Pro Hotels conduit, en 2003, à l’inauguration du premier Hôtel Confort de la zone Otopeni, suivi en 2004 par un nouveau Hôtel Confort, cette fois au centre du Bucarest. En 2007, Ionuț et Robert Negoiță inaugurent l’Hôtel Rin Grand, le plus grand projet hôtelier de l’Europe, situé à Bucarest (quartier Vitan), avec une capacité de 1 460 chambres, 42 salles de conférence, restaurants, station thermale, salle de sport, etc. La moitié de l’Hôtel Rin Grand est réaménagée en 2011 comme des appartements résidentiels.
Confort Group est consolidé par Domus Stil – développeur de quartiers résidentiels (Confort Residence, Confort Park et Confort City). Confort Group achève également le premier parc aquatique d’agrément de la zone de la Capitale. Situé à 6 km de Bucarest, Water Park Otopeni ouvre à l’été 2004. Water Park est le plus grand parc aquatique de la Roumanie.

### Carrière politique
En 2004, Robert Negoiță s’engage dans la vie politique, adhérant au Parti social-démocrate (PSD). Par la suite, il devient vice-président du TSD, et une figure importante de l’organisation de la jeunesse sociale-démocrate.
Pendant la deuxième moitié de l’an 2007, Robert Negoiță lance, au sein du TSD, la Ligue des jeunes entrepreneurs sociaux-démocrates, une organisation dont il est élu président. La LTISD est une nouvelle organisation visant à aller au devant des besoins de la société active, de ceux payant des taxes et des impôts et, à la fois, à assurer une relation fondée sur la solidarité entre le milieu d’affaires et la société. Depuis sa création, la LTISD s'implique dans de divers débats publics, en lançant des solutions dérivant de l’expérience non politique de ses membres. L’une des plus importantes initiatives en ce sens est représentée par la proposition concernant l’imposition différenciée des terrains afin de réduire la spéculation sur les terrains et l’enchérissement excessif des prix sur le marché immobilier.
Il est élu vice-président du parti PSD lors du congrès Extraordinaire de 2010. Le 7 juillet 2010, Robert Negoiță est élu le président du PSD Ilfov, tandis qu’en 2011 il prend charge de l’intérim de l’organisation PSD du 3e secteur.
Il renonce à toutes ses fonctions détenues au sein de Rin Group, ainsi qu’aux autres affaires déroulées et candidat en 2008 aux élections parlementaires pour la Chambre des députés dans le collège uninominal no 1 du județ de Teleorman. Robert Negoiță est désigné candidat de l’USL à la mairie du 3e secteur de Bucarest en vue des élections organisées en juin 2012. Robert Negoiță est élu maire du 3e secteur de Bucarest lors des élections locales du 10 juin 2012.

## Aspects culturels et sociaux
Robert Negoiță est un passionné du théâtre. D’ailleurs, la Fondation Robert Negoiță a organisé à l’Hôtel Rin Grand, ensemble avec des théâtres célèbres de Bucarest, de nombreux spectacles: Passion à l’Hôtel Rin Grand (adaptation selon Murder at the Howard Johnson’s), Je suis aveugle, Rendez-vous.